# Walk on Water (pesma Ire Losko)
Walk on Water (srp. Hodati po vodi) je pesma koju izvodi malteška pevačica Ira Losko. Pesmu su napisali Lisa Desmond, Tim Larson, Tobias Lundgren, Moli Peterson Hamar i sama Ira Losko i njom je predstavljala Maltu na Pesmi Evrovizije 2016. Zvanični muzički video je objavljen 17. marta 2016.

## Pesma Evrovizije 2016.
14. marta 2016. objavljeno je da će "Walk on Water" biti kompozicija kojom će Ira Losko da predstavlja Maltu na Pesmi Evrovizije 2016. Prvobitno, malteška kompozicija je odabrana preko nacionalnog finala Malta Eurovision Song Contest 2016 (srp. Malta Pesma Evrovizije 2016) u kojem je Ira Losko pobedila sa pesmom "Chameleon". Nakon takmičenja, žiri je odabrao pesmu "Walk on Water" da predstavlja Maltu na Pesmi Evrovizije.
Ira Losko je izvela pesmu tokom prvog polu-finalu u Stokholmu, u Švedskoj u kojem je prošla u finale u kojem je sa 153 poena završila na 12. mestu.

## Muzički video
Muzički video je snimljen u martu 2016. u Gocu. Zvanični muzički video je objavljen 17. marta 2016. tokom vesti na kanalu TVM i nakon toga objavljen na internetu na zvaničnom sajtu tvm.com.mt i zvaničnom sajtu Pesme Evrovizije eurovision.tv.